# 圣瓦茨拉夫主教座堂

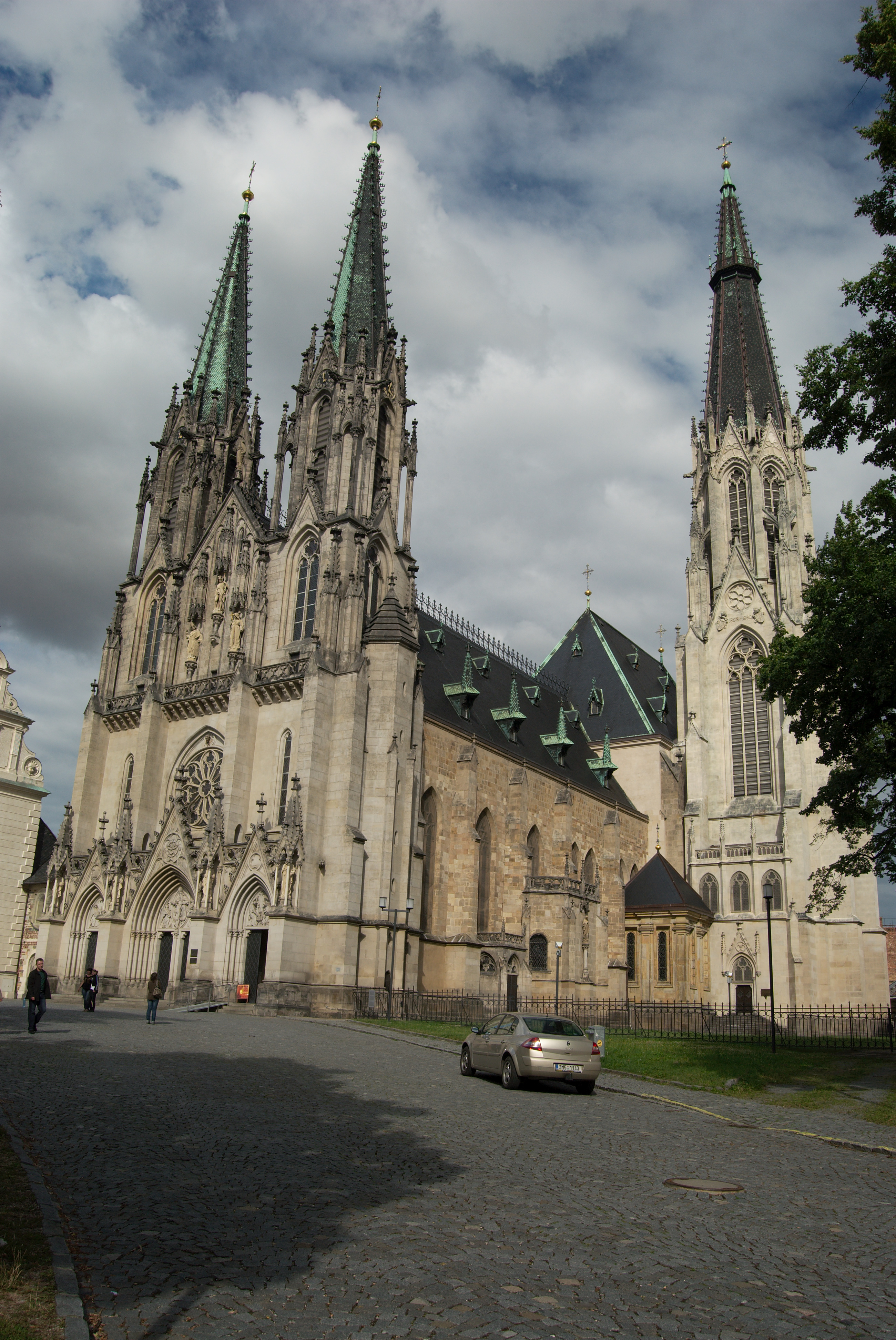
圣瓦茨拉夫主教座堂

圣瓦茨拉夫主教座堂（捷克语：Katedrála svatého Václava）是一座位于捷克共和国奥洛穆茨同名广场上的新哥特式主教座堂。教堂和广场都得名于波西米亚大公瓦茨拉夫一世。主教座堂的钟楼高100.65米，为捷克第四高建筑物。

## 歷史
圣瓦茨拉夫主教座堂原为巴西利卡，1131年祝圣。13世纪和14世纪改为哥特式。
1306年8月4日，捷克国王瓦茨拉夫三世在附近被谋杀，他是波西米亚培密史利德王朝最后一位男性统治者。
2004年至2007年間，該主教座堂經歷了一次大幅翻修。